# Пегас
Пега́с (др.-греч. Πήγασος) — мифическое существо-гибрид в древнегреческой мифологии — крылатый конь, любимец муз.
Пегас — создатель Гиппокрены, фонтана в горах Геликон. По одной из версий мифа, был схвачен греческим героем Беллерофонтом у источника Пирены с помощью Афины и Посейдона. Пегас позволил Беллерофонту оседлать себя, чтобы одолеть чудовище химеру, вместе они совершили ещё ряд подвигов. Позже Беллерофонт упал со спины Пегаса, пытаясь достичь горы Олимп. Согласно одному из преданий, и сам Беллерофонт, и его Пегас, были повержены Зевсом за дерзновенную попытку достичь Олимпа. В конце концов Пегас всё же был доставлен на Олимп уже самим Зевсом. В его обязанности входило ношение молний верховного бога. Со временем он был обращён в созвездие.
Образ пегаса богато представлен в античной иконографии, в сценах на древнегреческой керамике, впоследствии он перекочевал на картины и в скульптуры эпохи Возрождения. В настоящее время пегасы как персонажи фэнтези-произведений сохраняют определённую популярность, часто выполняют роль быстроходных ездовых животных, наряду с грифонами и гиппогрифами.

## Этимология
Происхождение термина «Пегас» неясно, обычно его относят к субстратным словам. Иногда оно сопоставляется с эпитетом лувийского бога грозы — pihaššašiš «сияющий», учитывая тот факт, что Пегас несёт молнию Зевса.

## Происхождение

Настенный барельеф «Пегас» — аллегория поэтического творчества А. С. Пушкина на станции метро Пушкинская (станция метро, Харьков) в Харькове. Керамика. Художники В. Д. Зинухов, Джола-Соловьёв Е. Е., Соловьёва Ж. Г., 1984

По одной из версий, рождён горгоной Медузой от Посейдона. Выпрыгнул из туловища Медузы вместе со своим братом воином Хрисаором после того, как Персей отрубил ей голову. По другой версии, его породила попавшая на землю кровь Медузы.
Поскольку конь родился у истоков Океана, его назвали Пегасом (греч. «бурное течение»). Летал с быстротой ветра. По преданию, имел денник в Коринфе; жил в горах, большую часть времени проводя на Парнасе в Фокиде и Геликоне в Беотии. Геликон, услаждаемый пением Муз, стал расти до неба, пока по воле Посейдона Пегас не ударил копытом в его вершину и остановил рост.

## В культуре

### В мифологии
Пегас ударом копыта о землю мог выбивать источники. Так, в частности, на горе Геликон у рощи Муз возник источник Гиппокрена («Ключ коня»), из которого черпали вдохновение поэты («оседлали Пегаса»). Для набора максимальной скорости перед взлётом Пегасу требовалось сделать несколько шагов по земле.
По одному рассказу, Посейдон дал его своему сыну Беллерофонту. По другой версии, Беллерофонт поймал его на водопое у источника Пирена, после того как коня обещала ему Афина во сне и дала ему золотую уздечку, и он воздвиг алтарь Афине-Всаднице, Афине Халинитиде.

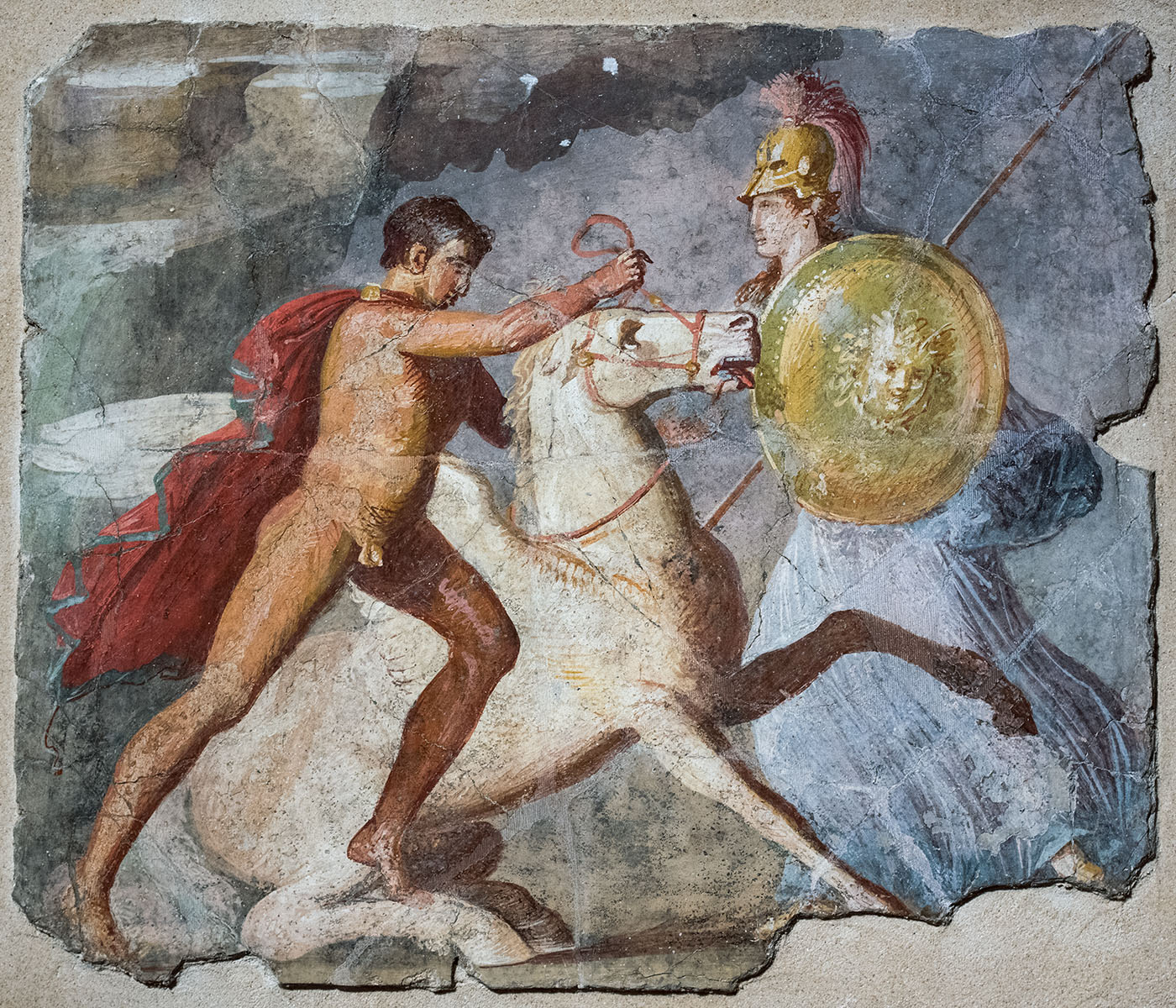
Беллерофонт, Пегас и Афина. Фреска третьего стиля из Помпей, первая половина I века

Благодаря Пегасу, Беллерофонт смог с воздуха поразить из лука Химеру (другие мифы приписывают этот подвиг Персею), Пегас помогал герою в других подвигах до тех пор, пока тот не вознамерился достигнуть на крылатом коне неба (по другим версиям — взлететь на Олимп). Разгневанный святотатством Беллерофонта Зевс послал овода (или слепня), ужалившего Пегаса под хвост. Конь обезумел от боли и сбросил Беллерофонта вниз. Пегаса же Зевс подарил Эос. По другому рассказу, Беллерофонт пытался взлететь на небо, но взглянул вниз и от страха упал, Пегас же продолжил полёт.
Впоследствии Пегас доставлял Зевсу на Олимп громы и молнии от изготавливающего их Гефеста. Помещён на небосвод в виде созвездия Коня (однако у него нет крыльев), сейчас это созвездие называется Пегас.
Его статуи были в Коринфе.
По мнению учёных XIX века, родившийся от смертоносного чудовища на краю света и вознёсшийся на сверкающие вершины Олимпа Пегас является символом связи всего живого.

### В геральдике
- Тамплиеры помещали его на свой герб: Пегас символизировал красноречие, славу и созерцание[15].
- Пегас изображён на польском дворянском гербе Доброрад.
- Крылатый конь — символ Златоуста, он присутствует на гербе и флаге города.
- Также крылатый конь изображался на знамени Кахетинского царства.

### В литературе
- «Пегас» — лирико-аллегорический рассказ Генри Каттнера, написанный в 1940 году.
- «Пегас» — космический корабль из повести «Путешествие Алисы» Кира Булычёва.

### В видеоиграх
- Пегасы являются существами компьютерной игры Heroes of Might and Magic III. На крылатых конях восседают воительницы-эльфийки.